# Coada Malului, Prahova
Coada Malului este un sat în comuna Măgurele din județul Prahova, Muntenia, România.